# Erik Acharius
Erik Acharius, född 10 oktober 1757 i Gävle, död 14 augusti 1819 i Vadstena, var en svensk botanist, läkare, naturforskare och tecknare.

## Biografi
Acharius var son till Johan Eric Acharius, "TolagsKamrer och Controllör" vid Tullverket i Gävle, och Catharina Margaretha Hagtorn. Inledningsvis fick Acharius privat undervisning tills han 1770 intogs på Gävle gymnasium. Han blev 1773 student vid Uppsala universitet, där han under några år bedrev studier. Han studerade naturhistoria och medicin vid Uppsala universitet och Lunds universitet. År 1776 disputerade han pro exercitio de Planta Aphyteia som den siste under Linnés presidium. Han vistades sedan i Stockholm, studerade naturvetenskaper och medicin samt blev ritare vid Vetenskapsakademien 1778. Auktorsnamnet Ach. kan användas för Erik Acharius i samband med ett vetenskapligt namn inom botaniken.
Acharius genomgick 1782 medicinska examina i Lund under Rosenblads presidium, blev 1785 stadsläkare i Landskrona, 1789 provinsialläkare i Vadstena och 1795 föreståndare för det nya kurhuset i Vadstena samt erhöll 1803 professors fullmakt. Acharius blev ledamot av Fysiografiska sällskapet i Lund 1795, av Vetenskapsakademien 1796, av Linnean Society i London 1801. År 1809 utnämndes han till riddare av Vasaorden och 1810 till medlem av Kungliga Vetenskaps-Societeten i Uppsala. Kurhuset i Vadstena inrättades efter hans förslag och anordning. Som tecknare illustrerade Acharius Johan Peter Westrings verk Svenska lafvarnes färghistoria 1805 och Carl Peter Thunbergs Flora Capensis.
Genom sitt intresse för botaniken ådrog Acharius Linnés uppmärksamhet och välvilja. Särdeles ryktbar blev han för sitt reformerande studium av klassen Lichenes, lavarna (som numera inte anses vara en klass), bland kryptogamerna. Han utarbetade för dem en ny klassindelning, tillade nya släkten och arter, bestämde deras karaktärer. Han har kallats lichenologins fader och utgivit flera högst värdefulla arbeten inom detta område: Lichenographiæ Sueciæ prodromus (1798); Methodus lichenum (1803); Lichenographia universalis (1810); Synopsis methodica lichenum (1814) samt dessutom en stor mängd smärre uppsatser i Vetenskapsakademiens handlingar, Lantbruksakademiens annaler med flera periodiska skrifter. En växtfamilj (Achariaceae) samt ett växtsläkte inom familjen, Acharia, flera arter, såsom Rosa acharii, Conferva acharii med flera, samt en insekt, Tortrix achariana, har namngivits efter honom. Han brukar betecknas som Carl von Linnés siste lärjunge.

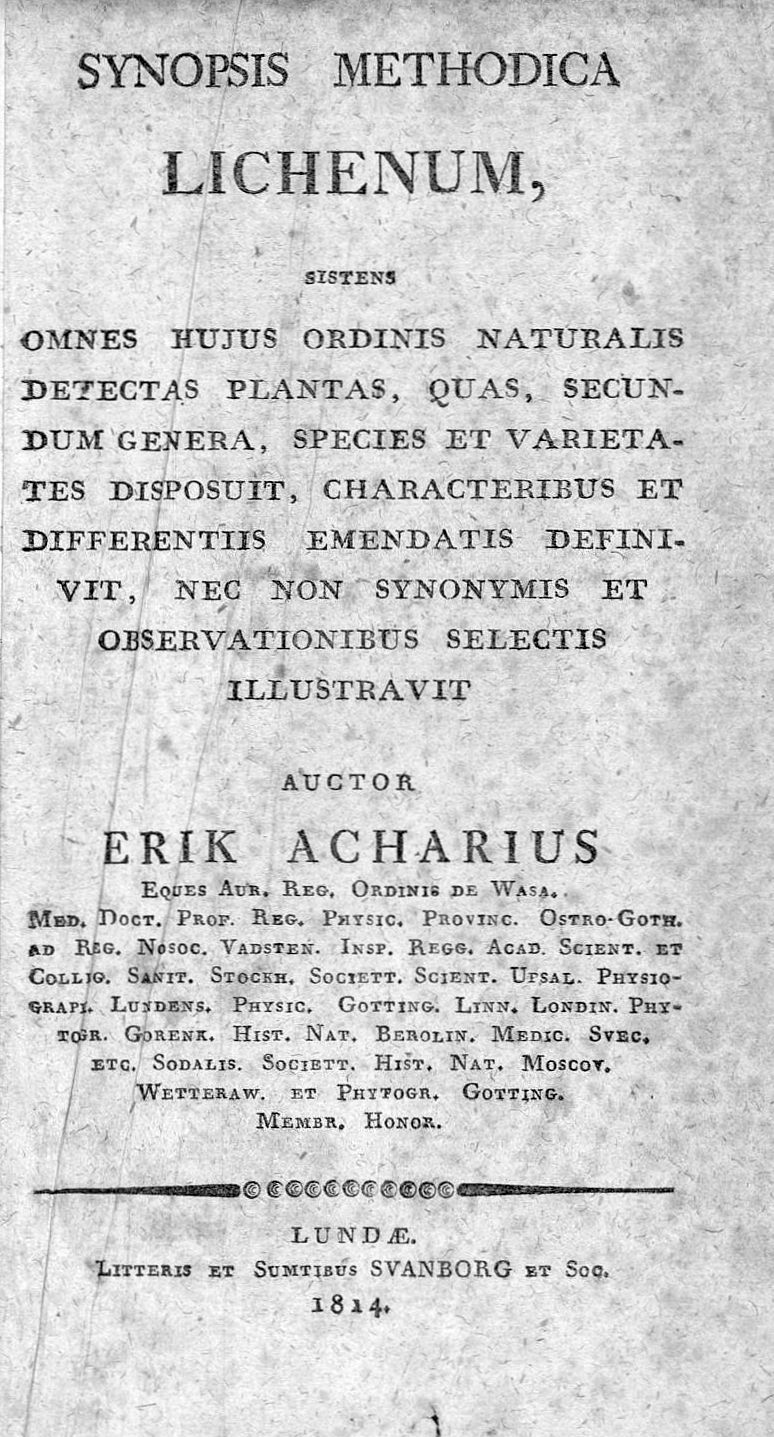
Synopsis methodica lichenum, 1814